# Björn Johansson (cyklist)
Björn Johansson, född 10 september 1963 i Vänersborg, är en svensk cyklist.
År 1974 som 11-åring började han att tävla i CK Wänershof. Han tävlade enbart i klubbtävlingar beroende att man var tvungen att vara 12 år för att tävla i nationella tävlingar. 
Efter några års bortovaro från cykelsporten, under vilka han provade en del andra idrotter, återvände han 1978
1980 blev han tillsammans med Timo Murberger och Magnus Knutsson svenska juniormästare i lagtempo.
1987 hade Björn Johansson sitt absolut bästa år. Detta år vann han såväl det individuella tempot och linjeguldet vid SM i Tidaholm, det senare efter en stenhård spurtuppgörelse med Raoul Fahlin.
1988 blev han olympisk bronsmedaljör i lagtempo i Seoul tillsammans med Anders Jarl, Jan Karlsson och Michel Lafis. 
Fyra år senare i Barcelona var han och laget nära att upprepa bragden. Vid vändningen låg laget trea, men någon kilometer senare hakade de ihop med varandra och vurpade illa (Johan Fagrell bröt nyckelbenet) och de var tvungna att bryta tävlingen. 
Under perioden 1987-1992 vann han fem SM-guld.
Numera driver han bl.a. coachingföretaget Guided Heroes.